# Penguin Lagoon
Penguin Lagoon är en sjö i Antarktis. Den ligger i Östantarktis. Nya Zeeland gör anspråk på området. Penguin Lagoon ligger 76 meter över havet.